# 根本里生子
根本 里生子（ねもと りおこ）は、日本の元女優。映画・テレビドラマで1980年代ごろ活動した。

## 出演作品

### 映画
- ねらわれた学園（1981年）2年B組生徒
- 幻の湖（1982年）
- タンポポ（1985年）マナー教室の生徒
- 徳川の女帝 大奥（1988年）　お芳
- オルゴール（1989年）朱美

### テレビドラマ
- 1年B組新八先生「33人の肖像画」（1980年TBS）矢沢晴美
- 赤い魂(第14話『乙女は再び函館へ…』)
- 私は負けない!ガンと闘う少女　（1983年TBS）大滝啓子
- あんちゃん(第4話『お寺はギャルであふれた』)
- 忍者キャプター(第42話『やみがらす！？ 忍者教室』)拉致される女生徒
- 金曜ドラマ
  - 女ともだち(1986年7月11日)
- お見合いフルコース（1988年9月26日TBS）
- オレンジ色の診察室（1988年TBS）
- 大雪山殺人事件(1989年8月1日)
- 円周率nの殺人(1989年9月9日ANB)
- 土曜ワイド劇場（テレビ朝日）
  - 島めぐり豪華フェリー花嫁ツアー殺人事件 鳥羽志摩二泊三日の旅(1988年2月6日)
  - 結婚プロデューサー麻美礼子の犯罪カタログ 玉の輿殺人事件（1990年6月16日）

## 受賞歴
ミス七夕（1983年）